# Sinkrona rotacija
Sinkrona rotacija je pojava kada period ophoda planeta oko matične zvijezde ili satelita oko matičnog planeta traje jednako kao i period rotacije tog planeta ili satelita. U tom je slučaju uvijek ista strana planeta/satelita okrenuta matičnoj zvijezdi/planetu. 
U slučaju kada orbita tijela koje ima sinkronu rotaciju nije savršena kružnica ili osi rotacije obaju tijela nisu paralelne događaju se mala kolebanja oko ravnotežnog položaja, takozvane libracije (u širini i duljini). Mjesec je u sinkronoj rotaciji sa Zemljom, ali zbog naginjanja zbog libracije je sa Zemlje vidljivo 59% Mjesečeve površine (naravno, ne u isto vrijeme). Zemljina rotacija nije sinkrona s Mjesecom. Međutim, postoje sustavi gdje su oba tijela jedno s drugim u sinkronoj rotaciji, kao što je to slučaj kod Plutona i njegovog satelita Harona.
Nijedan planet u Sunčevom sustavu nije u sinkronoj rotaciji sa Suncem. Svojedobno se vjerovalo da je Merkur u sinkronoj rotaciji, no detaljnija promatranja dovela su do zaključka da se radi o rezonanci omjera 3 : 2 — Merkur se tri puta okrene oko svoje osi dok dva puta prođe svojom orbitom. Moguće je da je takva rezonanca nastala umjesto sinkrone rotacije zbog velikog ekscentriciteta Merkurove orbite.